# 우진엔텍
주식회사 우진엔텍은 2013년 세종기업의 원자력발전소 및 화력발전소 계측제어설비 정비용역 사업부문을 인수해 만들어진 원자력발전소 계측설비 정비 기업이며 우진의 자회사이다.

## 역사
2013년 모회사 우진은 자회사 우진엔텍 주식을 94억 5000만원에 취득하여 지분이 66.67%로 증가하였다.

## 사업
원자력, 화력 발전소에서 계측제어설비 정비 용역과 시운전 공사를 하며 원전 완공 후 시운전부터 상시 운영 중인 발전소의 경상정비, 정기점검이라고 할 수 있는 계획예방정비, 그리고 원자력발전소 해체 등의 사업을 한다